# Joseph-Fernand Fafard
Pour les articles homonymes, voir Fafard.
Joseph-Fernand Fafard (25 août 1882-14 mai 1955) est un arpenteur-géomètre et homme politique fédéral du Québec.

## Biographie
Né à L'Islet dans la région de Chaudière-Appalaches, il étudie au Collège de L'Islet et au Collège de Lévis. En 1901, il arpente ce qui allait devenir les provinces d'Alberta et de Saskatchewan en 1905, ce qui lui permet d'obtenir son diplôme. Il est également l'un des premiers à procéder à l'arpentage de la région de l'Abitibi et devint aussi vice-président de l'Association québécoise des arpenteurs (Quebec Land Surveyors Association).
Élu député du Parti libéral du Canada dans la circonscription de L'Islet en 1917, il est réélu en 1921, 1925, 1926 et en 1930, ainsi que dans Montmagny—L'Islet en 1935. Il ne se représente pas en 1940 pour accepter le poste de sénateur de De la Durantaye sous recommandation de William Lyon Mackenzie King. Il y reste jusqu'à sa mort à Québec en 1955 à l'âge de 72 ans.